# Paratherina cyanea
Paratherina cyanea é uma espécie de peixe da família Telmatherinidae. É endémica da Indonésia.